# Hastati
Hastati (sg. hastatus) var en type infanteri i den tidlige Romerske Republik. De startede oprindeligt som spydmænd, men skiftede senere til at kæmpe med sværd. Hastati var den primære kampenhed efter Rom brød med det etruskiske styre. De fattige i legionen udgjorde oprindeligt hastati, og deres udstyr var derfor beskedent. Senatet forsynede dem med en kort stiksværd (gladius) og det karakteristiske firkantede skjold (scutum). Ud over sværd og skjold var hastati typisk bevæbnet med ét eller to lette kastespyd med blød jernodde kaldet pila. Dette gjorde dem effektive som både forreste angrebsstyrke i deres manipel og som selvstændige kastetropper. Senere rekrutterede man yngre mænd til hastati i stedet for kun de fattigste, selvom de fleste mænd i denne aldersgruppe stadig var relativt fattige.
Hastati stod normalt i den første række af slaglinjen – i en formation kaldet quincunx – støttet af lettere infanteri. Fjenden blev ofte lokket til at gennembryde den første linje af hastati. Derefter skulle de kæmpe mod de mere erfarne og hærdede soldater i principes-rækken (anden række). Hastati blev ligesom veliter udfaset efter de såkaldte "marianske reformer" omkring 107 f.Kr., der blev gennemført af Gajus Marius.